# Sheyang (meteoryt)
Sheyang – meteoryt kamienny należący do chondrytów oliwinowo-hiperstenowych L6, spadły w 11 lipca 1976 roku w chińskiej prowincji Jiangsu. Spadek meteorytu Sheyang nastąpił około godziny 13.30 czasu lokalnego w 1976 roku, choć sam meteoryt znaleziono dopiero w 1981. 